# Spontan abort
Spontan abort betyder, at en graviditet ufrivilligt afbrydes så tidligt, at fosteret ikke kan overleve. Dette sker hyppigst før 12. graviditetsuge. Hos alle kvinder er der risiko for, at graviditeten ender med spontan abort. Spontan abort sker ved 30% til 40% af alle graviditeter.. Spontan abort kaldes også for ufrivillig abort, for at skelne spontan abort fra provokeret abort. Af samme årsag har der været forslag om at genindføre den norrøne betegnelse misbyrd, der svarer til det engelske ord miscarriage, som af samme grund foretrækkes frem for spontaneous abortion.
Grænsen mellem spontan abort og dødfødsel er ikke naturgiven og defineres forskelligt i forskellige lande. I Danmark ligger den i disse år i slutningen af den 22. graviditetsuge.

## Psykiske eftervirkninger
De psykiske eftervirkninger af en spontan abort kan hos forældrene være dyb sorg, skyldfølelse, hjælpeløshed og vrede – og med risiko for en egentlig krise med flashbacks, årsdags-retraumatisering m.m. Ofte gemmer manden sin reaktion bort og prøver at være kvindens støtte, hvilket indebærer en risiko for, at kvinden føler sig meget alene om sorgen.
Samtidig er der ved spontan abort sjældent et foster at begrave, ligesom der er en udbredt tilbøjelighed til, at omgivelsernes medfølelse hurtigt bliver til overfladisk opmuntring og opfordringer til nye forsøg, hvorved sorgen bliver ildeset – hvilket gør belastningen endnu større for parret.

## Tiltag mod eftervirkningerne
Det, der hjælper på disse eftervirkninger, er:
• Varme, støtte og anerkendelse af tabet og sorgen – at det faktisk er et barn, man har mistet.
• Ad hoc-netværk, forstået som netværk af mennesker (gerne, men ikke nødvendigvis i bekendtskabskredsen), som også har været igennem en spontan abort.
• Terapeutisk arbejde, oftest i psykologisk regi, med at gen-skabe en verdensforståelse, hvilket skal tilpasses den enkelte kvinde og mand. For nogle er dette f.eks. troen på, at barnet ikke er mistet, men vil komme på et senere tidspunkt; for andre er det f.eks. en medicinsk forståelse af, hvorfor spontane aborter finder sted (hvilket reducerer skyld-tænkningen); og så videre.